# Els (Vorname)
Els ist ein weiblicher Vorname.

## Herkunft und Bedeutung
Els ist als eine selbstständige Kurzform von Elisabeth ein insbesondere niederländischer weiblicher Vorname, der jedoch auch im Estnischen vorkommt.

## Namensträgerinnen
- Els Aarne (1917–1995), estnische Komponistin
- Els Beerten (* 1959), belgische Kinder- und Jugendbuchautorin
- Els Borst (1932–2014), niederländische Medizinerin und Politikerin
- Els van Breda Vriesman (* 1941), niederländische Juristin und Sportfunktionärin
- Els Callens (* 1970), belgische Tennisspielerin
- Els Daniel-Stroh (1895–1990), deutsche Autorin und Künstlerin
- Els Dottermans (* 1964), belgische Schauspielerin
- Els von Gemmingen (1466–1532), Priorin in Speyer
- Els Goulmy (* 1946), niederländische Immunologin
- Els Oksaar (1926–2015), estnisch-schwedische Linguistin
- Els Pelgrom (* 1934), niederländische Schriftstellerin
- Els Peyer-von Waldkirch (1899–1985), Schweizer Zivilschutz-Funktionärin
- Els Robbé (1925–2021), niederländische Badmintonspielerin
- Els Timmers-van Klink (* 1949), niederländische Politikerin
- Els Vader (1959–2021), niederländische Sprinterin
- Els Vandesteene (* 1987), belgische Volleyballspielerin
- Els Vandeweyer (* 1982), belgische Vibraphonistin und Komponistin
- Els Vordemberge (1902–1999), österreichisch-deutsche Schauspielerin und Hörspielsprecherin